# シーモア・クレイ
シーモア・ロジャー・クレイ（Seymour Roger Cray、1925年9月28日 - 1996年10月5日）は、アメリカ合衆国の電気工学者でスーパーコンピュータの設計者であり、クレイ・リサーチ社を設立した人物。「スーパーコンピュータの父」と称され、スーパーコンピュータ市場を生み出した人物とされている。ヒューレット・パッカードのCTOジョエル・バーンバウムはクレイについて次のように述べている。
| 「             | 彼が産業に及ぼした影響は、いくら強調しても誇張しすぎることはない。現代の高性能コンピュータが普通に行っていることの多くは、シーモアがそれらを想像したころには全く不確実なものだった。 | 」 |
| —Joel Birnbaum | |    |

## 大学まで
クレイは1925年にウィスコンシン州チペワ・フォールズに生まれた。彼の父は技師で、科学技術へのクレイの興味を育んだ。十代のはじめには、アメリカの組み立て玩具「エレクターセット」の部品を使って、穴の開いた紙テープからモールス符号に変換する道具を作ることができた。地下室はクレイの「研究室」として与えられた。
クレイは1943年に高校を卒業すると、無線技師として第二次世界大戦のために徴兵された。彼はまずヨーロッパ戦線で働き、その後太平洋戦線に回された。そこで彼は日本の暗号の解読に従事している。彼は帰国するとミネソタ大学で学び、電気工学の工学士として1950年に卒業した。また、1951年には応用数学の修士課程も修了している。

## コントロール・データ・コーポレーション時代
1950年に、クレイはミネソタ州セントポールで、エンジニアリング・リサーチ・アソシエーツ (ERA) 社に就職した。ERAの前身は、暗号解読マシンを開発したアメリカ海軍の研究グループであり、要請があればその手の仕事も請け負っていた。クレイは、即座にデジタルコンピュータ技術についてのエキスパートとなり、最初の商業的に成功した科学技術計算用コンピュータ ERA 1103 を設計した。1950年代の初期に ERA が レミントンランド社、さらにスペリー社によって買い取られた時も彼はERAに残っていた。新たにスペリーランド社が結成され、ERAはそのUNIVAC事業部門の「科学技術コンピューティング」部門になった。
しかし1957年、科学技術コンピューティング部門が段階的に廃止されると、多くの従業員は退職しコントロール・データ・コーポレーション (CDC) 社を立ち上げた。クレイもそれにすぐに続きたかったのだが、海軍向けのプロジェクトに参加していてまだ完了していなかったため、ウィリアム・ノリスはクレイの参加を断っている。ただし、同時にノリスはクレイとのよい関係を維持したいとも思っていた。そのプロジェクト Naval Tactical Data System（海軍戦術データシステム）は翌年早くに完了し、クレイは即座に退職して CDC に移った。1960年、彼は CDC 1604 の設計を完了した。これは、ERA 1103 を改良して価格を低減したもので、その価格帯ではずば抜けた性能を誇っていた。

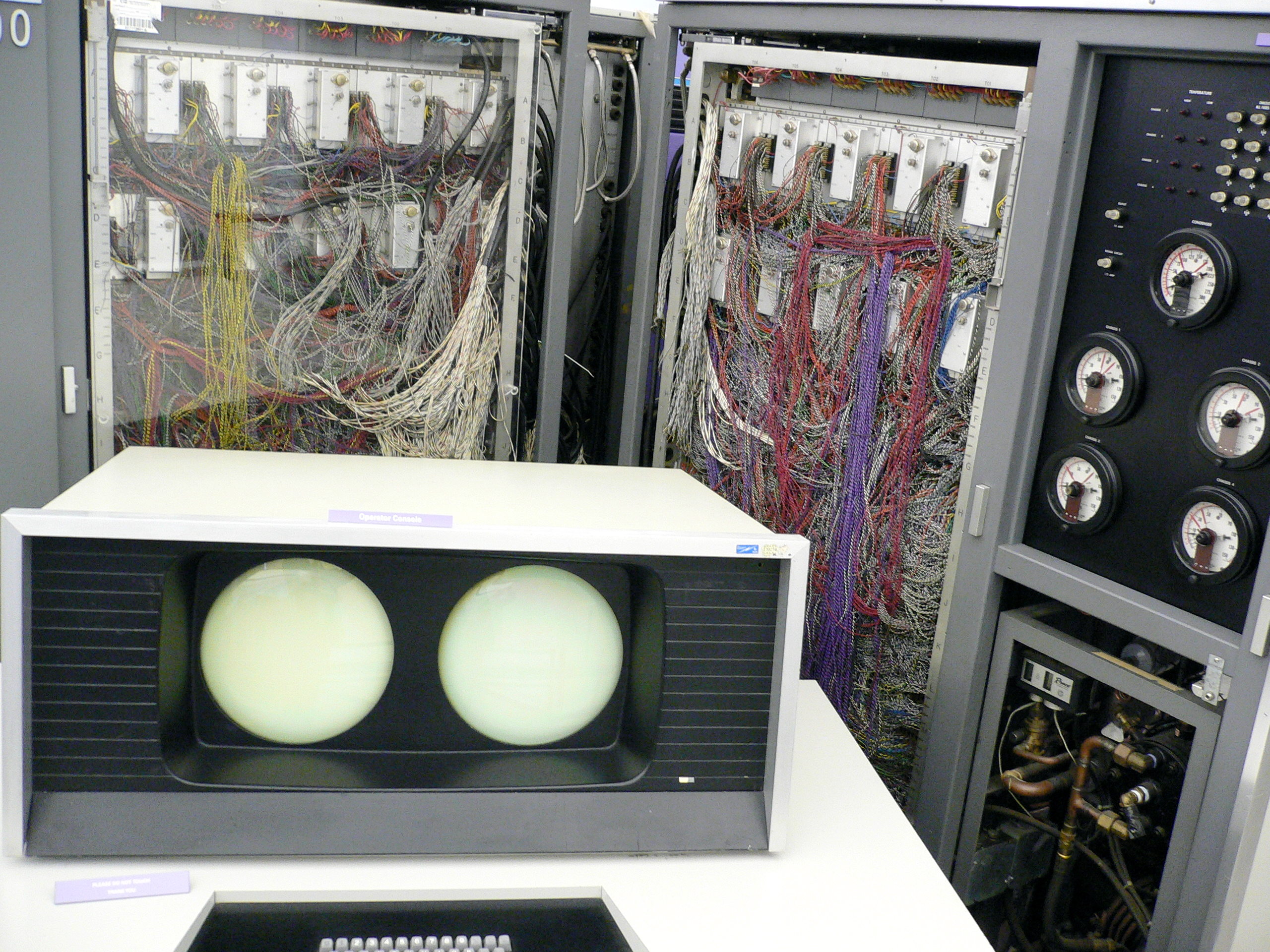
クレイが設計したCDC 6600

CDC 1604が1960年に出荷されようとしていた頃、クレイはその後継の CDC 6600 の設計に取り掛かっていた。ハードウェアの面で 6600 は最先端ではなかったが、クレイは可能な限り高速化するよう注力した。多くの最高レベルのプロジェクトと違って、クレイは性能は単にプロセッサの速度だけで決まるのではないと気づいた。つまり、プロセッサに対して処理すべきデータを途切れずに供給するように入出力の帯域幅を最大化する必要があった。彼は後に「誰でも高速なCPUを設計することはできる。問題はシステムを高速化することだ」と述べている。
6600 は最初の商用スーパーコンピュータであり、当時のどんなマシンよりも大幅に性能が優れていた。高価ではあったが、当時はスーパーコンピュータの市場には他に誰も参入していなかったのである。IBMが同等性能のマシンを開発しようとしたとき、クレイは 5倍の性能の CDC 7600 をリリースすることによってハードルをさらに高くした。

### チペワ研究所
この頃、クレイは CDC 上層部からの干渉に徐々に我慢できなくなってきていた。クレイは常に最小限の管理オーバーヘッドで完全に静かな作業環境を要求した。しかし会社が発展するにつれて、彼は絶えず上司に仕事の邪魔をされるようになっていると感じた。クレイによれば、上司である中間管理職者はクレイを見込み客に会わせて販促の道具として使う以外に何もしなかったという。クレイは、開発を続けるにはセントポールから十分に離れた場所に移るのがよいと考えた。すなわち、ちょっと立ち寄るには遠すぎて、長距離電話を頻繁にかけるのもコスト的に難しく、逆にクレイが取締役会議に参加するにはそれほど困難でない場所を想定したのである。議論の末にノリスはクレイを支持し、故郷のチペワ・フォールズにクレイが所有していた土地に新しい研究所を設置した。この移転の理由の一部として、クレイが核戦争を心配し、ミネアポリス（セントポールとは川の対岸に位置する）が非常に危険だと考えていたことも関係している。彼は新たな CDC の研究所から数百ヤード離れた場所に自分の家を建てたが、それには大きな核シェルターが備え付けられていた。
新しいチペワ研究所が稼動し始めたのは 7600 のプロジェクトの最中だったが、プロジェクトに遅延は見られなかった。7600が出荷されると、彼は後継の CDC 8600 の開発を開始した。このプロジェクトによって、CDCでの彼のサクセスストーリーは 1972年に終わることになった。
6600と7600は最終的には大成功であったが、それらの設計段階では会社は倒産寸前にまで追い詰められた。8600 のときも同様の事態に達したころ、クレイは設計を一からやり直すことに決めた。この時は、ノリスは危険を冒さなかった。社内のもうひとつのプロジェクト CDC STAR-100 はうまく進行しているように思われた。ノリスは STAR が出荷されるまでクレイのプロジェクトは予算をほとんど削ることを申し入れたが、クレイはこの条件に納得せず、会社を辞めたのである。

## クレイ・リサーチ時代

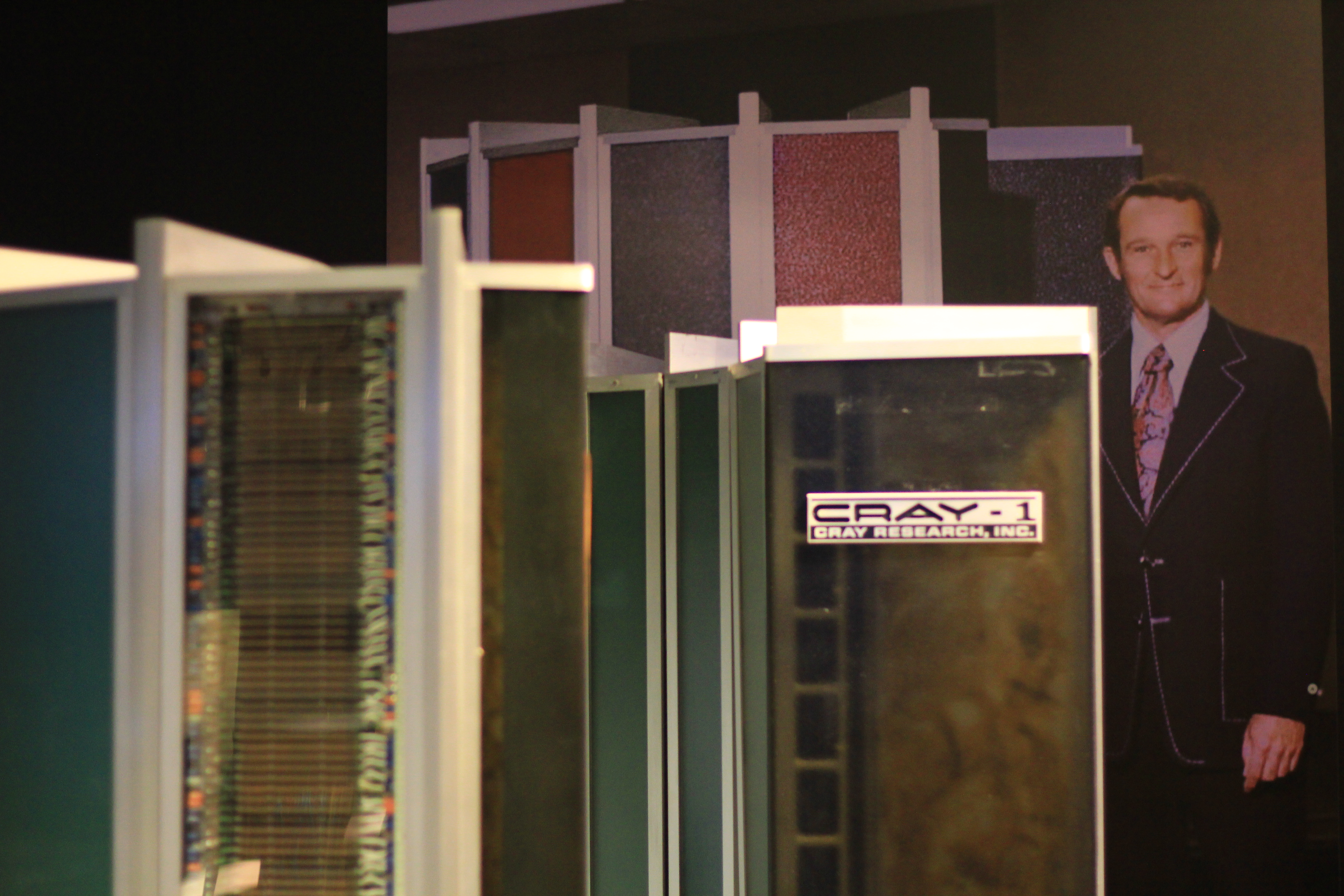
Seymour Cray

分割はかなり友好的に行われ、クレイ・リサーチが同じチペワで新たな研究所を開設したとき、ノリスは300,000ドルを立ち上げ資金として投資した。CDCの組織のように、クレイの研究開発部門はチペワ・フォールズを本拠地とし、ビジネス本部はミネアポリスに置いた。CDCと違って、製造部門もまたチペワ・フォールズにあった。
当初、新しい会社が正確には何をするべきか分からなかった。今では大企業のCDCがふたつのプロジェクトを実行できなかったというのに、新しいコンピュータを開発する方法があるとは思えなかったのである。しかし、資金調達を担当している社長が投資家を捜すためにウォール街に旅行した時に、彼はクレイの評判が非常によく知られていることを知って驚いていた。市場で苦労することなく、財界は快くクレイに新しいマシンを開発するのに十分すぎる資金を提供した。

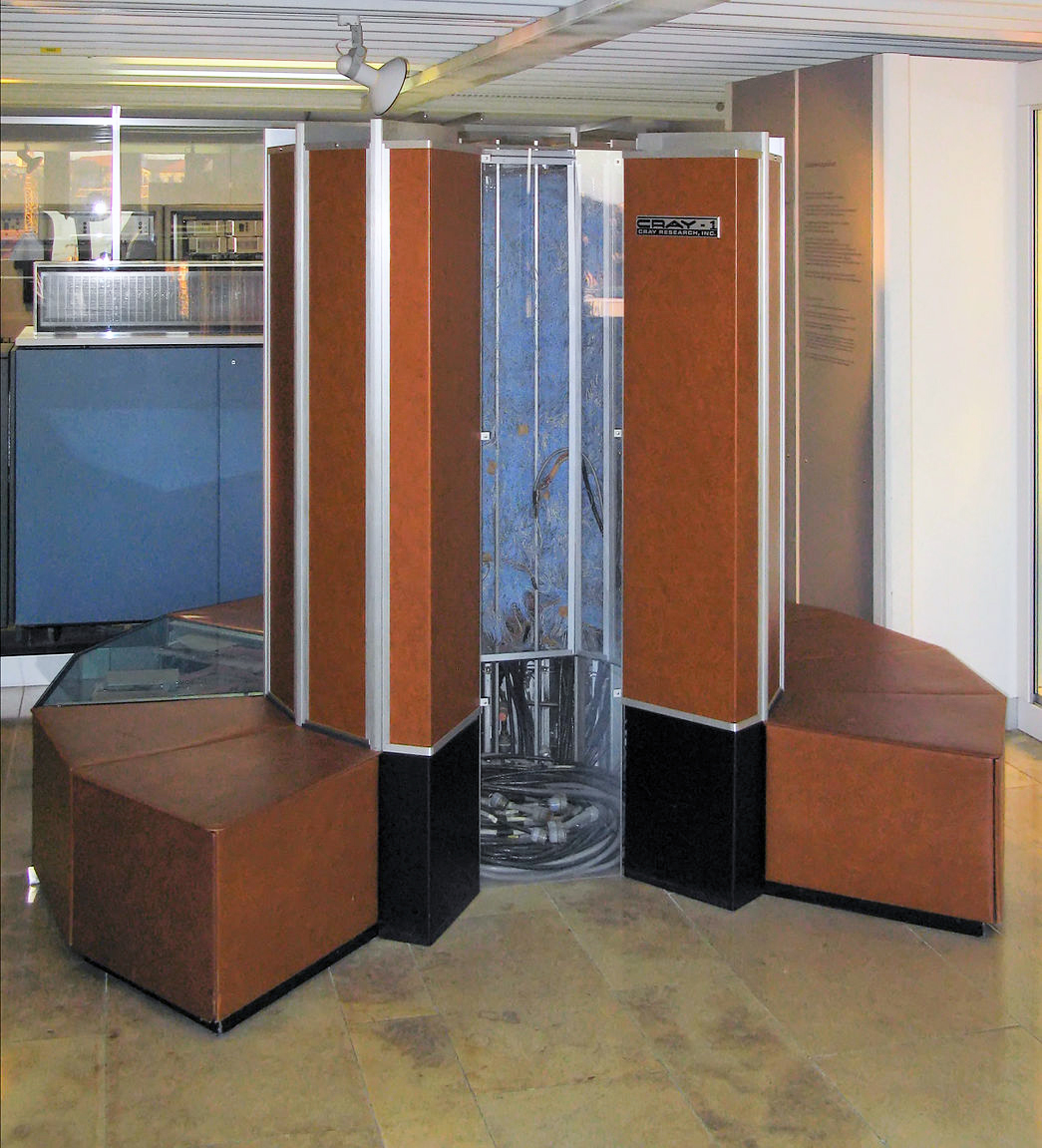
Cray-1

数年の開発の後、1976年にその最初の製品が Cray-1 としてリリースされた。従来のクレイの設計と同様、Cray-1 はプロセッサ単体ではなくコンピュータ「全体」が高速となるように設計した。リリース時、資金問題で 8600 を葬った STAR-100 を含めて、Cray-1 は性能においてほとんどすべてのマシンを容易に打ち破った。同じレベルで実行することができる唯一のマシンは、ILLIAC IV であったが、これは非常に特殊なタスク以外では最大性能を発揮できない特殊なマシンである。Cray-1 は市場において大きく他を引き離した。
シリアル番号001番は1976年にロスアラモス国立研究所に「貸されて」、その夏に最初の完全なシステムが880万ドルでNCARに売られた。会社の初めの予測では、CDC時代からの同様なマシンの販売実績に基づいて1ダース程度のマシンが売れると思われたが、結局100台以上の Cray-1 が売れ、会社は大成功を収めた。
再度の成功はそんなに簡単でなかった。彼が Cray-2 に取り組む間、他のチームは4プロセッサの Cray X-MP を出荷した。それは莫大な成功を収めた。Cray-2 が6年の開発を経てついにリリースされた時、それは主として非常に高速なメモリのおかげで X-MP より若干高速なだけであったため、わずかに売れただけだった。Cray-3 プロジェクトが始まると、彼は自身が日常的な業務にあまりにも多く「煩わされていること」に再び気付いた。設計に専念するために、クレイはクレイ・リサーチ社のCEOの地位を1980年に辞して自身を独立した契約技術者の立場に置いた。彼は、NCARの近くのコロラドスプリングスにクレイ・ラボラトリーズを置き、そこで活動を再開した。
1989年、クレイは Cray-3 の開発に当たってまたも困難に直面する。Cray-2 の高速メモリを X-MP に使ったアップグレード版の開発が並行して順調に進行中であり、経営陣は再度2つのプロジェクトと限られた予算に直面した。彼らは結局より安全な方を採用し、Cray Y-MP をリリースした。

## クレイ・コンピュータ時代
クレイは、コロラド・スプリングスの研究所をスピンオフさせてクレイ・コンピュータ (Cray Computer Corporation) を設立し、Cray-3 プロジェクトを続行することにした。
500MHzの Cray-3 は、クレイの2番目の大きな間違いを証明した。彼は、最も新しいマシンで10倍の性能を可能とするために、ガリウムヒ素半導体を使って製作することを決めた。以前ならクレイは先端技術を採用するのを避け、よく知られた解決策を採用して高速なマシンを設計していた。しかし今回、クレイはチップの中身まで含めマシン全体を開発しようとしていた。
それにもかかわらずチームはマシンを稼動させ、NCARで最初のマシンをインストールした。マシンはまだ本質的にプロトタイプであり、会社はそれを設計のデバッグに使っていた。このころ、多くの超並列マシンが Cray-3 が敵わない価格性能比で市場に参入してきた。クレイはそれらを「力づく」と呼び、1GHzで動作する Cray-4 の設計を開始して価格を問わず性能面で打ち負かそうとした。
1995年、Cray-3 は全く売れず、冷戦の終結の影響で、開発資金を返せるほど Cray-4 が売れることは望めなくなった。会社は資金を使い果たし破産を申請しなければならなかった。

## SRCコンピュータ時代
クレイは、超並列の手法を高速コンピューティングに使用することに抵抗を示し、それが1つの非常に高速なプロセッサには敵わない理由をいくつも述べた。彼の有名な言葉として「畑を耕すときどっちを使うかね？ 二頭の強い牛か、1024羽の鶏か？」という皮肉がある。しかし90年代半ばまでに並列化の流れはますます抑えられなくなり、最新のコンパイラ技術によって超並列マシン向けのプログラム開発も困難ではなくなってきた。
クレイは新しい会社 SRCコンピュータを設立し、彼自身の超並列マシンの設計を開始した。その新たな設計では、クレイは並列マシンの設計でのボトルネックである通信とメモリ性能の改善に注力したが、自動車事故による突然の死で設計は途中で中止されることになった。その後SRCコンピュータは再構成可能コンピューティングに特化した企業へと変化していった。

## 設計手法
クレイは自身の設計哲学の要点として2点を挙げていた。それは、熱の除去と、全ての信号がある場所に確実に同時に到達するようにすることである。
彼の設計したコンピュータには常に冷却装置が装備されており、冷媒を筐体内にパイプで通し、基板と基板の間に挟んだ金属板にその冷気が伝わるようにしたり、システムを冷媒に浸したりした。クレイ自身が語ったところによれば、冷却装置をシステムに組み込めば冷却をオプション扱いしなくて済み、常に高速にコンピュータを稼動できることにかなり初期から気づいていたという。
クレイはクロックスキュー問題に対処するため、全ての信号の電気的経路長を同じになるようにし、信号が同時に必要な各所に届くように注意した。必要とあれば信号経路を基板上で延々と引いて長さを調整し、特にはマクスウェルの方程式を設計に利用して高周波の電磁的影響によって信号速度が変化しないように注意した。
Cray-1の設計にどんなCADツールを使ったかを聞かれ、クレイは方眼紙とH(#3)の鉛筆が好みだと応えた。クレイはマス目があまり目立たないということで、方眼紙を裏返して使うことを薦めた。Apple Computerが次の Macintosh の設計のためにクレイのマシンを購入した、という話を聞かされた際、クレイは次のマシンの設計のためのMacintoshを買ったところだとコメントしたという。

## 私生活、死去とその後
計算機の設計以外では、クレイは「簡素な人生」を送った。彼はパブリシティを避けた人物であるが、仕事以外の彼の人生については多くの異常な物語がある。彼はスキー、ウィンドサーフィン、テニス等のスポーツを楽しんだ。
別の趣味として、彼は家の下にトンネルを掘っていた。あるとき彼は、成功の秘密はエルフと話したことだと語った。「トンネルを掘っていたら、エルフたちがよく現れて問題の解決策を教えてくれたのさ」と言ったことがある。
1996年10月5日に自動車事故による負傷が元で死去した。71歳。彼のSUVはコロラドスプリングスの州間高速道路25号線で追い越そうとした別の車に衝突された。クレイは9月22日以降ずっと入院していて、その日に退院したところだった。彼が運転していたジープ・チェロキーは3回横転した。相手側の不注意が原因とされたが、加害者側はほとんど無傷だった。
1996年、クレイ・リサーチはシリコングラフィックスに買収され、後にその部門は Tera Computer Company と合併し、クレイ社となった。

## 受賞
- 1981年 コンピュータパイオニア賞 Computer Pioneer Charter Recipients
- 1989年 エッカート・モークリー賞

### シーモア・クレイ賞
シーモア・クレイ賞は IEEE Computer Society の運営する賞である。1997年に創設された。シーモア・クレイの創造精神をよく継承していると見なされた高性能計算システムの発展に革新的貢献をした者を表彰し、クリスタルの記念品と賞状と賞金1万ドルが贈られる。